# Antonio Escámez Osuna
Antonio Escámez Osuna (Nacido en Onda, Castellón, España) es un actor, director, productor, guionista y cantante español.

## Formación
Estudió arte dramático en la Escuela del Actor de Valencia (ESAC). Tras diplomarse en arte dramático se traslada a Madrid donde amplia su formación de canto en escuelas como la Escuela de Artes Escénicas "LA PLATEA", estudia el máster anual de interpretación en la Central de Cine, a cargo de Eva Lesmes. Amplia sus estudios y formación en guion y análisis cinematográfico en la Escuela de la Cinematografía y del Audiovisual de la Comunidad de Madrid (ECAM), así como también, continua con su formación en interpretación en el estudio internacional del actor Juan Carlos Corazza. En 2006, por exigencias del papel que iba a representar en la prestigiosa obra "PPP" de Lluïsa Cunillé i Xavier Albertí sobre Pier Paolo Pasolini en el Teatre Lliure amplia sus estudios de danza y canto con Ramón Oller (Premio Nacional de Danza de España, 1994). En Estados Unidos, mientras trabaja en diversos canales de televisión, series y películas sigue con sus estudios de interpretación recibiendo clases de María Riboli. En ese tiempo entre España y Estados Unidos estudia un año de guion y un año de cinematografía, fotografía y edición, en escuelas como la Von Hoffman o en Aula Filmosofía (Escuela de fotografía, cine y sonido de Granada, especializada en Fotografía Digital, Cine e Audio). Actualmente compagina sus múltiples facetas profesionales y artísticas tanto en Estados Unidos como en Europa.

## Filmografía
- 2011: Sex/Absurd de Kenneth Quinn Brown (actor)
- 2011: La victoria de Úrsula (productor asociado)
- 1999: Muertos de risa de Álex de la Iglesia (actor)

### Cortometrajes
- Anacrónico de Sigfrid Monleón (Actor)
- 2002: El último mono de Sigfrid Monleón y Adán Aliaga (ayudante de dirección)

## Teatro
- 2013: "Ni Carmen ni Carmela" con Ramón Oller (Actor, cantante y bailarín).
- 2012: "Dinner with friends" con Ramón Oller (Actor, cantante y bailarín).
- 2012: "Hollywoodland" de Ramón Oller.[5] Actor, cantante, bailarín, director y guionista).
- 2010: "Poseu-me les ulleres" (homenaje a Vicent Andrés Estellés) de Pep Tosar.[6] (Ayudante de dirección)
- 2008: "Lorca a la nau" de Manuel Ángel Conejero (Actor)
- 2006: "PPP" de Lluïsa Cunillé i Xavier Albertí sobre Pier Paolo Pasolini (En Teatre Lliure).[7]  (Actor, cantante y bailarín)  Considerada montaje teatral del año por el diario El País[8]
- 2003: EL Páramo donde fue herido de muerte Jorge Manrique de Paco Zarzoso y Carles Sanjaime. (En Moma Teatre) (Actor)
- 2001: "Misericordia" del escritor Benito Pérez Galdós, versión José Luis Alonso de Santos dirigido por Manuel Canseco (En Teatro Olympia de Valencia) (Actor)

## Televisión
- 2012: "Carta a Eva" de Agustí Villaronga
- 2011: "Modern love" de Alan Poul en HBO en Estados Unidos
- 2010: "Tarancón. El quinto mandamiento"
- 2010: "Gavilanes"
- 2009: "La chica de ayer"
- 2008: "La señora"
- 2007: "La torre de Babel"
- 2006: "Matrimonis i patrimonis"
- 2005: "Aquí no hay quien viva"
- 2005: "12 corazones"
- 2005: "Amar es para siempre"